# Sprintvärldsmästerskapen i kanotsport 1985
Sprintvärldsmästerskapen i kanotsport 1985 anordnades i Mechelen i Belgien.

## Medaljsummering
| Pl.    | Nation          | Guld | Silver | Brons | Totalt |
| ------ | --------------- | ---- | ------ | ----- | ------ |
| 1      | Östtyskland     | 7    | 2      | 2     | 11     |
| 2      | Sovjetunionen   | 1    | 7      | 1     | 9      |
| 3      | Ungern          | 3    | 3      | 2     | 8      |
| 4      | Sverige         | 2    | 1      | 3     | 6      |
| 5      | Jugoslavien     | 1    | 1      | 0     | 2      |
| 6      | Frankrike       | 1    | 0      | 1     | 2      |
| 7      | Nya Zeeland     | 1    | 0      | 1     | 2      |
| 8      | Västtyskland    | 0    | 2      | 0     | 2      |
| 9      | Polen           | 0    | 1      | 1     | 2      |
| 10     | Rumänien        | 0    | 0      | 2     | 2      |
| 11     | Tjeckoslovakien | 1    | 0      | 0     | 1      |
| 12     | USA             | 1    | 0      | 0     | 1      |
| 13     | Storbritannien  | 0    | 1      | 0     | 1      |
| 14     | Bulgarien       | 0    | 0      | 1     | 1      |
| 15     | Kanada          | 0    | 0      | 1     | 1      |
| 16     | Danmark         | 0    | 0      | 1     | 1      |
| 17     | Italien         | 0    | 0      | 1     | 1      |
| 18     | Nederländerna   | 0    | 0      | 1     | 1      |
| Totalt | Totalt          | 18   | 18     | 18    | 54     |

### Herrar

#### Kanadensare
| Gren        | Guld                                       | Tid | Silver                                    | Tid | Brons                                   | Tid |
| C-1 500 m   | Olaf Heukrodt (GDR)                        |     | Anatolij Volkov (URS)                     |     | Aurel Macarencu (ROU)                   |     |
| C-1 1000 m  | Ivan Klementiev (URS)                      |     | Ulrich Eicke (FRG)                        |     | Aurel Macarencu (ROU)                   |     |
| C-1 10000 m | Jiří Vrdlovec (TCH)                        |     | Tachir Kamaletdinov (URS)                 |     | Attila Lipták (HUN)                     |     |
| C-2 500 m   | Ungern János Sarsui Kis István Vaskúti     |     | Polen Marek Łbik Marek Dopierała          |     | Östtyskland Ulrich Papke Uwe Madeja     |     |
| C-2 1000 m  | Östtyskland Olaf Heukrodt Alexander Schuck |     | Jugoslavien Matija Ljubek Mirko Nišović   |     | Polen Marek Łbik Marek Dopierała        |     |
| C-2 10000 m | Jugoslavien Matija Ljubek Mirko Nišović    |     | Storbritannien Andrew Train Stephen Train |     | Bulgarien Matei Kapalkov Tosjo Kapalkov |     |

#### Kajak
| Gren        | Guld                                                                            | Tid | Silver                                                                          | Tid | Brons                                                                     | Tid |
| K-1 500 m   | Andreas Stähle (GDR)                                                            |     | Oliver Seack (FRG)                                                              |     | Bernard Brégeon (FRA)                                                     |     |
| K-1 1000 m  | Ferenc Csipes (HUN)                                                             |     | Heiko Zeinke (GDR)                                                              |     | Kalle Sundqvist (SWE)                                                     |     |
| K-1 10000 m | Greg Barton (USA)                                                               |     | László Nieberl (HUN)                                                            |     | Grant Bramwell (NZL)                                                      |     |
| K-2 500 m   | Nya Zeeland Ian Ferguson Paul MacDonald                                         |     | Östtyskland Guido Behlin Hans-Jörg Bliesner                                     |     | Sovjetunionen Viktor Pusev Sergey Superata                                |     |
| K-2 1000 m  | Frankrike Pascal Boucherit Philippe Boccara                                     |     | Sovjetunionen Viktor Pusev Sergej Superata                                      |     | Kanada Don Brien Colin Shaw                                               |     |
| K-2 10000 m | Sverige Mikael Berger Conny Edholm                                              |     | Ungern István Szabó István Tóth                                                 |     | Italien Francesco Uberti Daniele Scarpa                                   |     |
| K-4 500 m   | Östtyskland André Wohllebe Frank Fischer Peter Hempel Heiko Zinke               |     | Sovjetunionen Aleksandr Belov Igor Gaidamaka Viktor Denisov Aleksandr Vodovatov |     | Sverige Karl-Axel Sundqvist Per-Inge Bengtsson Lars-Erik Möberg Per Lundh |     |
| K-4 1000 m  | Sverige Per-Inge Bengtsson Lars-Erik Moberg Karl-Axel Sundqvist Bengt Andersson |     | Sovjetunionen Aleksandr Myzgin Igor Gaidamaka Arturas Veta Aleksandr Vodovatov  |     | Östtyskland André Wohllebe Frank Fischer Peter Hempel Heiko Zinke         |     |
| K-4 10000 m | Ungern Zoltán Böjti Tibor Helyi Zoltán Kovács Kálmán Petrovics                  |     | Sverige Tommy Karls Bengt Andersson Peter Ekström Torbjörn Thoresson            |     | Danmark Brian Kragh Thor Nielsen Lars Koch Henrik Christiansen            |     |

### Damer

#### Kajak
| Gren      | Guld                                                              | Tid | Silver                                                                              | Tid | Brons                                                   | Tid |
| K-1 500 m | Birgit Schmidt-Fischer (GDR)                                      |     | Nelli Jefremova (URS)                                                               |     | Agneta Andersson (SWE)                                  |     |
| K-2 500 m | Östtyskland Birgit Fischer Carsta Kühn                            |     | Ungern Éva Rakusz Rita Kőbán                                                        |     | Nederländerna Annemiek Derckx Annemarie Cox             |     |
| K-4 500 m | Östtyskland Birgit Fischer Carsta Kühn Heike Singer Kathrin Giese |     | Sovjetunionen Jelena Dudina Nelli Jefremova Irina Salomjkova Guinara Zjarafutdinova |     | Ungern Katalin Gyulai Erika Géczi Éva Rakusz Rita Kőbán |     |